# Synema viridans
Synema viridans är en spindelart som först beskrevs av Nathan Banks 1896.
Synema viridans ingår i släktet Synema och familjen krabbspindlar. Inga underarter finns listade i Catalogue of Life.